# 西門豹
西門 豹（せいもん ひょう、生没年不詳）は、中国戦国時代の魏の政治家。

## 略歴

### 迷信一掃
元来は性急な性格であったため、わざと緩くした皮の帯を着け、性急さを抑えたという。
孔子の弟子の卜商（子夏）の門下となり政治を学んだ。そして、同じく弟子であった李克と同じ国の魏の文侯に仕え、土地が枯れていた鄴の令に起用された。
西門豹はまず地元の農民たちを集め、どんな苦難があるか聞いた。当時鄴では地元に伝わる迷信で、毎年河に住む神（河伯）に差し出すため、若い女性と多大な財産を巫女や三老と言われる長老や儀式を管理していた役人に差し出し、それらを河に沈めるという人身御供の儀式がしきたりとなっていた。これにより集められた金銭は膨大なもので、民衆の生活が困窮するほどであったが、儀式に使われるのは1割も無いほどで、残りのほとんど全部は巫女たちが山分けしていた。また年頃の娘がいる家は逃げ出し、その田畑は荒れ放題となっていた。これを聞いた西門豹は「横取りされているのがわかっているならば、やめればよいではないか」といったが、農民たちは「そのような事をしたら河の神のお怒り（＝洪水）を買ってしまいます」と恐れた。西門豹は「なるほど。私は来たばかりなので知らなかった。ではその儀式を行う時に教えてくれ」と言い、農民たちは帰っていった。
しかし、実は西門豹は巫女・三老・役人が迷信に付け込み肥え太り、農民たちが困窮したので土地が枯れたと考えた。さらに灌漑が必要だが、迷信ある限り河に手を付けられないと判断し、まずはこの一掃に着手する事にしたのである。
儀式が行われる日、河辺には巫女達と2、3000人の見物人がいた。そこへ西門豹は見学したいと護衛の兵士を伴って参加し、「河の神の嫁というのを見せてもらおう。美しいか確かめたい」といって生贄の女性を連れてこさせた。しかしそれを見るや「これでは器量が悪すぎる。『もっと良い娘を連れて参りますのでお待ちください』と河の神にお伝えなされよ」と言い、「お怒りを買わぬためにも、使者には最も河の神と親しい者がよかろう」と巫女の老婆を河に沈めた。しばらくして「巫女が帰ってこない。様子を見てこられよ」と言い、弟子の女性たちを1人、2人と河に沈めた。さらに「弟子たちも帰ってこない。女では河の神への願いが難航しているようなので、次いで河の神に貢献している三老に手助けをお願いしよう」と言い三老を河に沈めた。あまりの事に誰もが唖然としていたが、一人西門豹だけは恭しく、河の神がそこにいるかのようであった。
さらにしばらくして「おかしい、三老も帰ってこない。さらに次いでとなると、多額の金銭を集めた役人であろうか」と役人たちを沈めようとしたが、役人たちは「その任は何卒お許しください」と平伏して詫びた。その顔色は血の気が引きすぎて土のような色で、額を地面に打ちすぎて流血するほどであった。西門豹はしばらく待った後、「どうやら河の神は客をもてなして帰さないようだ。皆も帰るがよい。もし誰かが儀式をやりたいならば、私に話すがよい」と言った。役人も民衆も度肝を抜かれ、これ以降生贄の儀式は行われなくなった。西門豹は河の神を信じている風にして、儀式の中心人物を反論できなくしたまま一掃し、迷信も一掃したのである。この結果、貢物を搾り取られなくなった民衆は貧しさに苦しまずに済み、年頃の娘がいる家は逃げなくなり、役人も民衆も西門豹の言う事に従うようになったのである。

### 灌漑
次に西門豹は鄴付近の村の長老を呼び集め、黄河や漳河から鄴の田畑へ灌漑するという大事業を始めた。この大事業に対し鄴の人々は「今のままでも暮らしてはいける。何故これほどの事をやらねばならぬのか」と不平不満を漏らしたが、西門豹は「民とは結果を共に喜べるが、その始まりを共に考える事はできない。父兄が不満を言っているのは知っている。彼らに（事業の意義を）わからせる必要はない。百年後に彼らの子や孫が（事業の成果を見て）私の言葉に思い当たってくれれば、それで良い」と述べ、工事を遂行させた。
この灌漑により、鄴の農業は大きく発展し、魏は強勢となって形式的には晋の陪臣であった地位を脱して周の諸侯に列し、戦国七雄に数えられた。鄴の人々は、その後も自分たちが食べる分には困らなかったという。

### 空の倉庫
西門豹が鄴を治めている間、文侯へ「（鄴の行政府の）食料庫には穀物が無く、金庫には金銀財宝の蓄えが無く、武器庫には武器防具が無く、官署には支出の帳簿が無い」と訴える声が多々あり、文侯が自ら鄴に出向き確かめるとその通りであった。
文候は西門豹に向かい、「私が汝に鄴を治めさせたが、混乱を招いている。汝が筋道通った弁明ができるならばそれで良いが、できなければ誅罰しなければならない」と言ったのに対し、「王者は民を富ませ、覇者は武を富ませ、亡国の君は庫を富ませるといいます。今、我が君は覇王の地位を欲されておりますので、民に蓄えさせました。お疑いになるならば、城壁に登って鼓を叩いてください。武器も食糧もすぐに集まります」と返した。
文侯が城壁に登り、鼓を1回叩くと鎧を着て武器を持った民衆が多数集まった。もう1回叩くと食料の入った袋を担いだ民衆が多数集まった。文侯は「わかった」といったが、西門豹は「民との信頼は1日にして成ったものではありません。動員しておきながら何もしなければ、今後集める事はできないでしょう。燕が我が国の城をいくつか奪いました。願わくば私が奪い返す事をお許しください」と言い、文侯は任せた。西門豹は燕を討伐し、奪われた城全てを取り返して帰還した。

### 西門豹、去る
こうして西門豹はよく鄴を治め、その仕事ぶりは有能で結果を出し、僅かでも私利を貪る事はなかった。ただ文侯の取り巻きから賄賂を要求されても厳しく断っていたので、成果に反して中央での評価はよくなかった。更に取り巻きらは文侯へ西門豹の中傷を吹き込み、文侯もこれに動かされ、西門豹が業績報告に来た際に鄴令を解任する事にした。すると西門豹は文侯の下に平伏し「私は間違っておりました。心を入れ替えますので、今一度機会をくださいませ」と懇願した。文侯は哀れに思い、再度鄴令に任じた。
西門豹は民衆に重税をかけ、絞りとったものを文侯の取り巻きにせっせと贈った。今度西門豹が業務報告へ行くと、文侯は自ら宮殿の入り口まで出迎えて労った。そこで西門豹は「私は全力で我が君（文侯）のためになるように治めていましたが、我が君は私を解任しようとしました。今度は我が君の取り巻きのために治めましたところ、我が君は私を労われました。私は誰のために治めていいのかわからなくなりました。役目は返上させていただきます」と言い残して去っていった。文侯は自らの不明に気づき、慌てて追いかけさせたが、西門豹の行方は知れなかった（別説では任じようとしたのを頑なに拒否した）。

### 後世
のちに漢王朝から水路を変える命令が出た際に、土地の古老達はこれに反対し命令を却下させた。西門豹が述べた通り、後世にまで業績が評価された。
彼の祠だとされる西門豹祠は、漳河河畔の鄴の故地である現在の河南省安陽市付近に多数ある。
また、三国時代の曹操が「西門豹祠近くの西にわしの墓を作れ」と遺言しており、相当な敬意を持っていたと推測される。
『史記』滑稽列伝では、その結びで「子産は鄭を治め、民は欺くことができなかった。子賤は単父を治め、民は欺くに忍びなかった。西門豹は鄴を治め、民は欺こうとしなかった。施政者は、誰が最も優れているか判らなければならない」と西門豹を評している。
現在の中国でも西門豹のことは教科書などに載っていることが多く、よく知られている。
そもそも彼は孔子の孫弟子であることから儒家であるように思われる。しかし、迷信を一掃した現実主義者というところから考えると、法家と思われる。それはおそらく、魏の文侯が今すぐ役に立つような人材を求めたからであろう。彼はそのニーズに応えるために、法家とならざるを得なかったからである。